# Flektyw
Flektyw – element odmiennego leksemu, stanowiący wykładnik jego funkcji gramatycznych. Jest (wraz z tematem fleksyjnym) częścią formy fleksyjnej danego leksemu. Flektywem może być morfem lub czasownik posiłkowy. 
Np. w czasowniku piliśmy flektywem jest ciąg liśmy, wskazujący na czas, rodzaj i liczbę. Natomiast w formie będzie piła flektywem jest czasownik posiłkowy będzie i końcówka -ła.